# Joris Garstman
Joris Garstman van Werwe foi um militar neerlandês.
A serviço da Companhia Neerlandesa das Índias Ocidentais (WIC), participou da segunda das Invasões holandesas do Brasil, durante todo o conflito (1630-1654).
Na fase inicial, da invasão a Olinda e Recife, participou como capitão em várias missões na região. A partir de 1634 destacou-se como comandante do Forte dos Reis Magos (denominado como Castelo Ceulen ou Keulen pelos neerlandeses). Foi um dos articuladores da aliança entre os Países Baixos e os Tarairius (ditos "Tapuias") na região.
Em 1637 deixou o comando da capitania do Rio Grande (cujo território daria origem à província do Rio Grande do Norte e posteriormente ao estado do Rio Grande do Norte), para atuar na conquista da Capitania do Ceará, com a ajuda do cacique Algodão. Nesse mesmo ano, em sociedade com o Conselheiro Político Baltasar Wijntges, adquiriu, por 60.000 florins, o Engenho Cunhaú, na capitania do Rio Grande. Foi ainda o mandante do assassinato de Jacob Rabbi, que teria matado seu sogro, nos massacres de Cunhaú e Uruaçu, ocorridos na capitania em 1645. 
Morreu em 1654, a bordo de um navio, logo após a Capitulação do Campo do Taborda naquele ano, que encerrou a dominação neerlandesa na Região Nordeste do Brasil.